# Thomas Lirer

Der Bär und die beiden Ochsen

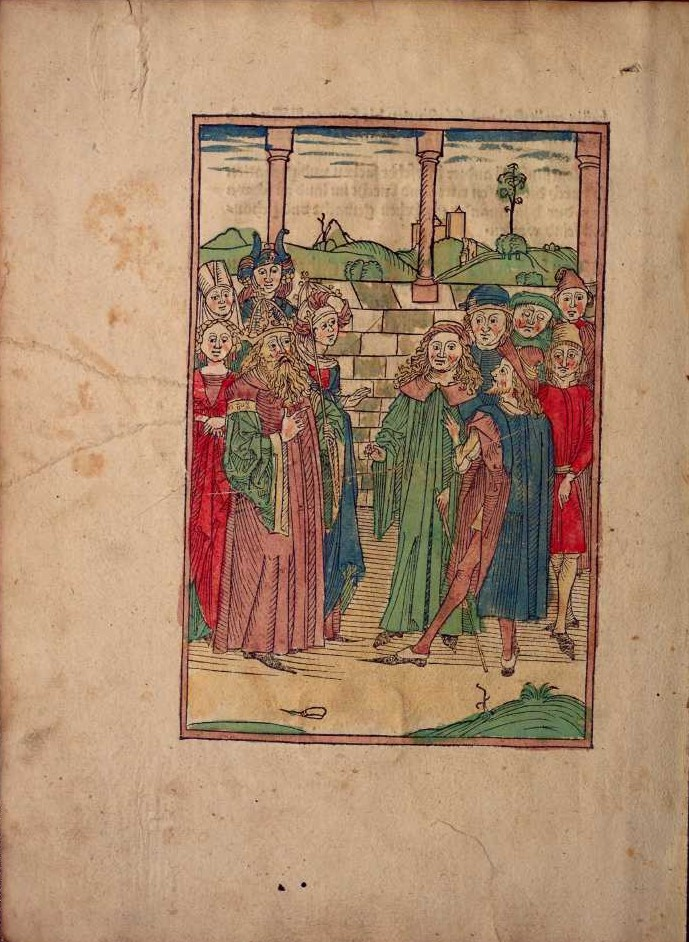
Darstellung aus der Schwäbischen Chronik in der Ausgabe von Konrad Dinckmut

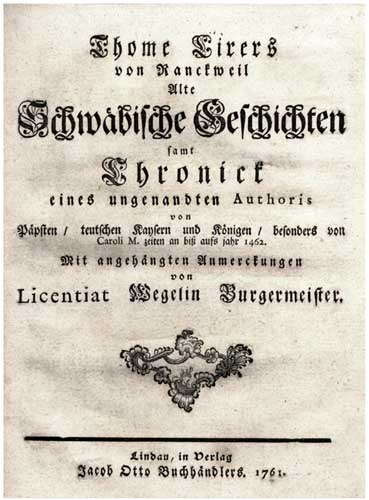
Ausgabe von Wegelin 1761

Thomas Lirer ist das Pseudonym eines im Bodenseeraum wirkenden Autors, der etwa zwischen 1460 und 1485 die so genannte Schwäbische Chronik verfasste, die erstmals 1485 bei Konrad Dinckmut in Ulm gedruckt wurde. Als zweiter Teil wurde dem Druck die Gmünder Kaiserchronik beigegeben.

## Leben und Werk
Zum Leben Thomas Lirers ist nichts bekannt. Die Annahme, dass Lirer in den frühen 1470er Jahren in Altach ansässig gewesen sei, wird von Karl Heinz Burmeister bestritten.
Burmeister zufolge sei der Verfasser der Schwäbischen Chronik ein Anonymus gewesen, „ein konservativer und adelstreuer Geist, der dem Hause Montfort verbunden war, ein ‚laicus peritus‘ (gebildeter Laie), am ehesten ein Schreiber, der wohl auch über Erfahrungen als Gerichtsschreiber verfügte“.

## Rezeption
Vor allem die umfangreiche Elisa-Episode im Schlussteil wurde als literarischer Text wiederholt rezipiert. Bearbeitungen:
- Zimmerische Chronik – verfügbar bei Wikisource
- Achim von Arnim im Wintergarten (Berlin 1809) – verfügbar bei Wikisource
- Joseph Albrecht von Ittner: Graf Albrecht von Werdenberg (in Schriften Bd. 1, S. 250 ff. online), verfügbar bei Wikisource
- Joseph von Laßberg, 1894 zum Druck gebracht von Karl August Barack – verfügbar auf Commons als Scan
- Ottmar Schönhuth: Historie von der schönen Elisa […], Volksbuch 1850, verfügbar auf Commons als Scan
- Alfred Meißner (Mitautor: Franz Hedrich): Die Prinzessin von Portugal (1881 in einer Frauenzeitschrift, 1882 in Buchform) – für de.wikisource.org von DigiWunschbuch gescannt, Scans auf Commons

Bislang noch nicht beachtet wurden zwei wohl auf Schönhut zurückgehende schwedische Ausgaben: Historia om den sköna prinsessan Elisa af Portugal och grefve Albrecht von Werdenberg (1854) und eine spätere.
1813 inspirierte die Episode, bei der ein Graf von Montfort um die Ehre der Kaiserin von China kämpft, den schwäbischen Romantiker Justinus Kerner für seine Ballade Graf Montfort.